# ELVO Kentaurus
Le Kentauros (Centaure en français) est un véhicule blindé de combat d'infanterie (VBCI) conçu et développé par le constructeur automobile grec ELVO.

## Description
Le châssis est fait d'acier soudé.

## Sources
- Simon Dunstan, 'Modern Tanks & AFV's' (Vital Guide), Airlife Publishing (2002)

- (en) Cet article est partiellement ou en totalité issu de l’article de Wikipédia en anglais intitulé « ELVO Kentaurus » (voir la liste des auteurs).